# Borato de zinc
El borato de zinc es un compuesto inorgánico, un borato de zinc. Es un polvo blanco cristalino o amorfo insoluble en agua. Su toxicidad es baja. Su punto de fusión es de 980 °C.

## Variantes
Existen varias variantes de borato de zinc, que se diferencian por la relación zinc/boro y el contenido de agua:
- Borato de zinc Firebrake ZB (2ZnO·3 B2O3·3.5H2O), número CAS 138265-88-0
- Borato de zinc Firebrake 500 (2ZnO·3 B2O3), número CAS 12767-90-7
- Borato de zinc Firebrake 415 (4ZnO·B2O3·H2O), número CAS 149749-62-2
- ZB-467 (4ZnO·6B2O3·7H2O), número CAS 1332-07-6
- ZB-223 (2ZnO·2B2O3·3H2O), número CAS 1332-07-6

Las variantes hidratadas pierden agua entre 290-415 °C.

## Usos
El borato de zinc se utiliza principalmente como retardante de llama en plásticos y fibras de celulosa, papel, cauchos y textiles. También se utiliza en pinturas, adhesivos y pigmentos. Como retardante de llama, puede sustituir al óxido de antimonio (III) como sinergista tanto en sistemas basados en halógenos como en sistemas sin halógenos. Es un agente antigoteo y promotor de la carbonización, y suprime el resplandor posterior. En los plásticos aislantes eléctricos, suprime la formación de arcos y de arborescencias eléctricas.
En los sistemas que contienen halógenos, el borato de zinc se utiliza junto con el trióxido de antimonio y el trihidrato de alúmina. Cataliza la formación de carbonilla y crea una capa protectora de vidrio. El zinc cataliza la liberación de halógenos formando haluros de zinc y oxihaluros de zinc.
En el sistema sin halógenos, el borato de zinc puede utilizarse junto con trihidrato de alúmina, hidróxido de magnesio, fósforo rojo o polifosfato de amonio. Durante la combustión de los plásticos, se forma una cerámica porosa de borato que protege las capas subyacentes. En presencia de sílice, puede formarse vidrio de borosilicato a temperaturas de combustión de plásticos.
El borato de zinc se utiliza en cloruro de polivinilo, poliolefinas, poliamidas, resinas epoxi, poliésteres, elastómeros termoplásticos, cauchos, etc. También se utiliza en algunos sistemas intumescentes.
El borato de zinc tiene un efecto sinérgico con el fosfato de zinc o el borato de bario como pigmento inhibidor de la corrosión.
El borato de zinc actúa como fungicida de amplio espectro en plásticos y productos de madera.
El borato de zinc puede utilizarse como fundente en algunas cerámicas. En aislantes eléctricos mejora las propiedades de la cerámica.
El borato de zinc en nanopolvo puede utilizarse para las aplicaciones mencionadas y también para mejorar las propiedades de fricción de los aceites lubricantes.